# ラ・ママ新人コント大会
ラ・ママ新人コント大会（らまましんじんこんとたいかい）は、1986年1月24日より、日本東京都渋谷区道玄坂のライブハウス・渋谷La.mama（渋谷ラ・ママ）で行われている、渡辺正行主催のお笑いライブ。
コント大会と銘打たれているが、漫才師も出演する。

## 概要
- 元々は渡辺が所属しているコント赤信号の新ネタ発表会だったが、次第にそれぞれピンで活動していくにつれ会場を移し、最終的に渋谷La.mamaにおいて「若手芸人の育成」という名目で1986年[1]にスタートした。
- 当初より渡辺と共に、放送作家植竹公和がネタ見せ、構成と司会を担当。運営スタッフを劇団七曜日（渡辺主宰の劇団）が行った。
- 当初は渡辺と植竹がTBS『落語特選会』の山本文郎と演劇評論家・榎本滋民のパロディとして司会を務めていた。
- 今でこそ各プロダクションが所属芸人のライブを開くのが当たり前になっているが、発起当時は吉本興業以外のプロダクションは滅多にライブを開けなかった時代であった。そんな中で月1回開かれるこのライブは、所属プロダクションに関係なく芸人がネタを披露できる場を与えた。また、このライブは渡辺の主宰していたM2カンパニー（現：ホリプロコム）の入所オーディションも兼ねていたという。
- 1990年代当時、朝日新聞やテレビに、お笑いブームの火付け役として多く取り上げられた。
- 爆笑問題の初舞台や、ウッチャンナンチャンがジャドーズの影響によりショートコントを披露するきっかけとなった場所である。
- ウッチャンナンチャン、ピンクの電話、ダチョウ倶楽部、爆笑問題、バナナマン[2]などはこのライブをきっかけにテレビ進出し、知名度が上がった。また、これらの芸人は記念大会などの行事には何度も特別ゲストとして参加しており、当時のネタを披露している。
- 植竹はネタ見せの際に「こいつらは売れる」と思った芸人として、原田泰造と堀内健が組んでいた「フローレンス」、「爆笑問題」、「フォークダンスDE成子坂」の3組を挙げている。
- 2005年に発刊された雑誌「笑芸人」（白夜書房）vol.17号では、植竹がラ・ママ新人コント大会の歴史について語っている。
- 新型コロナウイルス感染拡大の影響により2020年2月から公演を見合わせたが、同年7月、ラ・ママ新人コント大会発の賞レース「NABE-1グランプリ〜こんなときだからスペシャル〜」を渡辺のYouTubeチャンネル「ナベちゃんねる」で配信するに至った。賞金総額100万円は渡辺が自腹で用意した[3]。
- 2016年12月16日で352回目の開催だった[4]。
- 2023年に400回を迎える。渡辺はこれを区切りとして勇退も考えていたが、小沢一敬（スピードワゴン）に引き留められ継続[5]。2022年7月から渡辺と小沢の2名で司会を担当している[6]。

## コーラスライン
ライブの間に挟まれている新人ゴングショーコーナー。ライブのチラシに書かれている主要出演者（後述の一本ネタ及び準一本ネタコーナーの出演者）と違い、ネタ披露中に観客（主に会場全体のうち5 - 10人）が「つまらない」と判断して手を挙げたら強制的に場内が暗転し、ネタを終了させられてしまう。発足当時は現在のような事前オーディションがなく、素人同然の「キワモノ」的な芸人が多数出演していた。コーナー名は植竹公和がブロードウェイミュージカルの「コーラスライン」を見てそこから取った。なおこのコーナーと準一本ネタコーナーは渡辺だけでなく（格上の）主要出演者も観覧するようになっており、渡辺から、もしくは出演者同士で様々な提案やアドバイスがなされたりもする。
爆笑問題はデビュー初舞台で強制終了させられることなくネタをやりきり、終演後に太田プロダクションにスカウトされるという逸話を残している。ただしその後は途中終了することもあったようで、一度最初に出た田中が登場してから台詞を発しただけで5人が手を挙げて強制終了させられた事もあり、その後太田がダメ出しをして喧嘩になったという。
また、変わった芸人も登場する事があり、爆笑問題は著書やラジオでたびたび名前を出して披露している。一番有名なのが「一匹竜」という年配（太田の話によると72歳）の芸人で、白い長袖の肌着とステテコを着用した赤ん坊の扮装で「オギャー」「苦しいよお」「やめて母ちゃん僕を堕ろさないで」といった、おそらく胎児を表現したようなネタの一人コントを披露し、すぐに手を挙げられ終了させられている。ちなみに『関根&優香の笑うお正月2006』（テレビ朝日）で語った所によると、太田はネタ見せ終了後に「私とコンビを組まないか?」と誘われたが、あまりにも怖かったので丁重に断ったという。また、ライブに紛れてお笑いファンのような青年が来たらしいが、極度の緊張でライブ直前に逃走したらしい。太田はこうしたインパクト狙いのキワモノ的芸人を「テレビ出たいくせにテレビでやれないようなひどいネタやって、それで『俺たちはテレビ出てる奴らより過激な事やってる』って自己満足してる、どうしようもないダメ芸人ばかり」と批判している。
なお、この他には出演者が普通にネタを披露する「一本ネタ」と観客の評価（拍手の大きさ）でその回の出演者中一番面白い者を決めて表彰する「準一本ネタ」のコーナーがあり、コーラスラインから始まって成績のいい者は準一本ネタ→一本ネタへと出演コーナーが昇格する（状況次第で降格もあり）システムである。出演コーナーのランクの変動は基本的に渡辺と観客の判断で決められる。
- 基本的な全体の流れは準一本ネタ→一本ネタ前半→コーラスライン→一本ネタ後半→エンディングとなっている。
- 一本ネタは安定して見られるネタで持ち時間も長め。
- 準一本ネタは一本ネタより持ち時間が短くなっているほか、上記のように全員のネタを披露した後に、観客の評価でその回の優勝者が決められる。
- コーラスラインで強制終了にならずに最後までネタをやりきれれば、主要出演者と共にその回のエンディングコーナーに出演できる。出演者の今後の出演予定やDVDなどのグッズ販売といった告知が行われるほか、一発ギャグや小ネタが披露される事もある。

## 過去に出演していた代表的な芸人

### 初期 - 中期
- ウッチャンナンチャン
- B-21スペシャル
- コント松竹梅
- ピンクの電話
- ダチョウ倶楽部
- 磯野貴理子（当時はお笑いトリオチャイルズとして出演）
- 爆笑問題
- 石塚英彦
- さまぁ〜ず（当時・バカルディ）
- デンジャラス
- 浅草キッド
- ジャドーズ（ダンス☆マンが所属していた）
- Z-BEAM
- フォークダンスDE成子坂
- ネプチューン（名倉はジュンカッツ、堀内と原田はフローレンスとしても出演）
- くりぃむしちゅー（当時・海砂利水魚）
- 極楽とんぼ（よしもと所属以前のトリオ時代に出演）
- よゐこ（当時・なめくぢ）
- イジリー岡田（当時はお笑いコンビキッドカットとして出演）
- 神奈月
- X-GUN
- BOOMER（お笑いトリオAKIKO時代から出演）
- 古坂大魔王（当時はお笑いコンビ底ぬけAIR-LINEとして出演）
- プリンプリン
- アンラッキー後藤

ほか多数
その他、ダウンタウン、今田耕司、東野幸治もパルコ劇場のスペシャルライブでゲスト出演。

### 中期
- バナナマン
- おぎやはぎ
- バカリズム
- ファンキーモンキークリニック
- パックンマックン
- 東京03
- 博多華丸・大吉
- アンタッチャブル
- バイきんぐ
- アンジャッシュ
- 2丁拳銃
- スピードワゴン
- キングオブコメディ
- いつもここから
- 東京ダイナマイト
- ドランクドラゴン
- パンクブーブー
- インスタントジョンソン
- 飛石連休
- オードリー
- 劇団ひとり
- POISON GIRL BAND

ほか多数

### 現在
- THE GEESE
- 流れ星
- トム・ブラウン
- ハマカーン
- イワイガワ
- 磁石
- タイムマシーン3号
- うしろシティ
- 風藤松原
- 三拍子
- ルシファー吉岡
- オジンオズボーン
- わらふぢなるお
- エレキコミック
- なすなかにし
- 日本エレキテル連合
- 鬼ヶ島
- ジグザグジギー
- 岡野陽一
- ラブレターズ
- 三四郎
- ゾフィー
- ななめ45°
- だーりんず
- マツモトクラブ
- パーパー
- 馬鹿よ貴方は
- ロビンフット
- 虹の黄昏
- お見送り芸人しんいち
- や団
- パンプキンポテトフライ

ほか多数